# Modjadjiskloof
Modjadjiskloof este un oraș din Africa de Sud.